# جزيرة موتي
جزيرة موتي هي جزيرة بركانية في الجانب من جزيرة هالماهيرا، إندونيسيا. الجزيرة محاطة بالشعب المرجانية على طول (5 كم)، وتحتوي الجزيرة على حفرة بركانية في الجانب الجنوبي الغربي.